# Peter Riepert
Peter Riepert (* 13. Juli 1874 in Köln; † 23. Juni 1939 in Tutzing) war ein deutscher Ingenieur und Ministerialbeamter.

## Leben
Riepert studierte an der TH München. 1894 wurde er Mitglied des  Corps Brunsviga München. 1902, nach dem Staatsexamen, wurde er als Regierungsbaumeister im preußischen Ministerium der öffentlichen Arbeiten eingestellt. 1904 war er bei der Regierung in Posen. 1911 ging er – wie viele seiner Corpsbrüder – in die Zementindustrie. 1914 wurde er an der Technischen Hochschule Charlottenburg zum Dr.-Ing. promoviert. Im selben Jahr wurde er Sektionschef beim Zentralausschuss des  Deutschen Roten Kreuzes. Er wurde Vorstand des Deutschen Zement-Bundes und Präsidial- und Vorstandsmitglied des Reichsverbandes der Deutschen Industrie. Von 1920 bis 1933 gehörte er dem Verwaltungsrat des Verbandes an. Er war Mitglied des Reichskohlenrates.
Sein Haus in Tutzing (Höhenweg 160) hatte er „Haus Braunschweig“ genannt. Er schied am 27. Mai 1933 aus seinem Corps aus und bemühte sich 1935/36 vergeblich um die Wiederaufnahme. Einen Zweitwohnsitz hatte er auch in Wiesbaden.